# Pseudasthenes humicola
Pseudasthenes humicola е вид птица от семейство Furnariidae.

## Разпространение
Видът е разпространен в Аржентина и Чили.